# El Tepuente
El Tepuente är en ort i Mexiko.   Den ligger i kommunen Ayutla de los Libres och delstaten Guerrero, i den södra delen av landet, 280 km söder om huvudstaden Mexico City. El Tepuente ligger 751 meter över havet och antalet invånare är 141.
Terrängen runt El Tepuente är lite bergig, och sluttar västerut. Runt El Tepuente är det ganska tätbefolkat, med 58 invånare per kvadratkilometer. Närmaste större samhälle är Ayutla de los Libres, 4,4 km nordväst om El Tepuente. Omgivningarna runt El Tepuente är en mosaik av jordbruksmark och naturlig växtlighet.